# Ахмад Албар
Ахмад Саєх Албар (індонез. Ahmad Syech Albar); (нар. 16 липня 1946 року, Сурабая, Східна Ява) — індонезійський рок-музикант, співак, автор пісень, актор, засновник гурту «God Bless».

## Біографія і творчість
Ахмад Албар народився в родині арабських емігрантів. У 1965 році переїхав на проживання до Нідерландів. Повернувся на батьківщину в 1972 році, а наступного 1973 року створив рок-гурт «God Bless», в якому став вокалістом і автором пісень. Перший виступ відбувся 5 травня 1973 року в Парку Ісмаїла Марзукі в Джакарті. 16 серпня 1973 року, напередодні Дня незалежності, організували найбільший в Індонезії концерт на відкритому майданчику. У 1975 році ансамбль вистапав для розігріву публіки перед концертом Deep Purple у Джакарті. У 1976 році вийшов перший альбом групи «Будинок на пагорбі».
З 1977 року Ахмад Албар став виступати в дуеті з Учоком Харахапом, який отримав назву «Дуо Крибо» (Двоє кучерявих): альбоми «Прокляте пекло» (1977), «Стара повія» (1978), «Життя — це театр» (на слова Тауфіка Ізмаїла, 1979). У січні 1979 року з піснею «Вуличні хлопчаки» брав участь у концерті «Свара Махардика» (постановник син президента Сукарно — Гурух Сукарнопутра). У цьому ж році записав альбом у стилі дангдут «Закія» спільно з Антоно і Тітик Пуспа. У 1980 році вийшов другий альбом гурту «God Bless» «Дзеркало». У 1983 році взяв участь в Одинадцятому Національному фестивалі поп-музики з піснею «Секрет всесвіту».
У 1990 році Ахмад Албар створив новий ансамбль «Гонг-2000», перший виступ якого відбувся 26 жовтня 1991 року на стадіоні Сенаян (100 тис. глядачів). З цим ансамблем було записано чотири альбоми: «Горячі углі Сходу» (1991), «Гонг наживо» (1992), «Воїн» (1993), «Буря» (2000). Також продовжувалася співпраця з «God Bless»: альбоми «Чорні мурахи» (1988), «Велетень» (1989), «Як справи?» (1997). 7 лютого 2004 року в Куала-Лумпурі брав участь у концерті, присвяченому річниці створення малайзійської поп-групи «Search».
У листопаді 2007 року Ахмад Албар був заарештований за зберігання екстазі і засуджений до восьми місяців в'язниці. В середині 2009 року випустив спільно з «God Bles» альбом «Тридцять шостий», а в середині 2010 року здійснив концертне турне по Індонезії. У червні 2011 році брав участь у концерті, присвяченому 40-й річниці Рок-кафе Джакарти. Ахмад Албар також знявся у декількох фільмах. 5 вересня 2015 року разом з Тітик Пуспа і Бімбо виконував пісні на слова Тауфіка Ізмаїл у концерті на урочистостях з нагоди 80-річчя поета.

## Нагороди

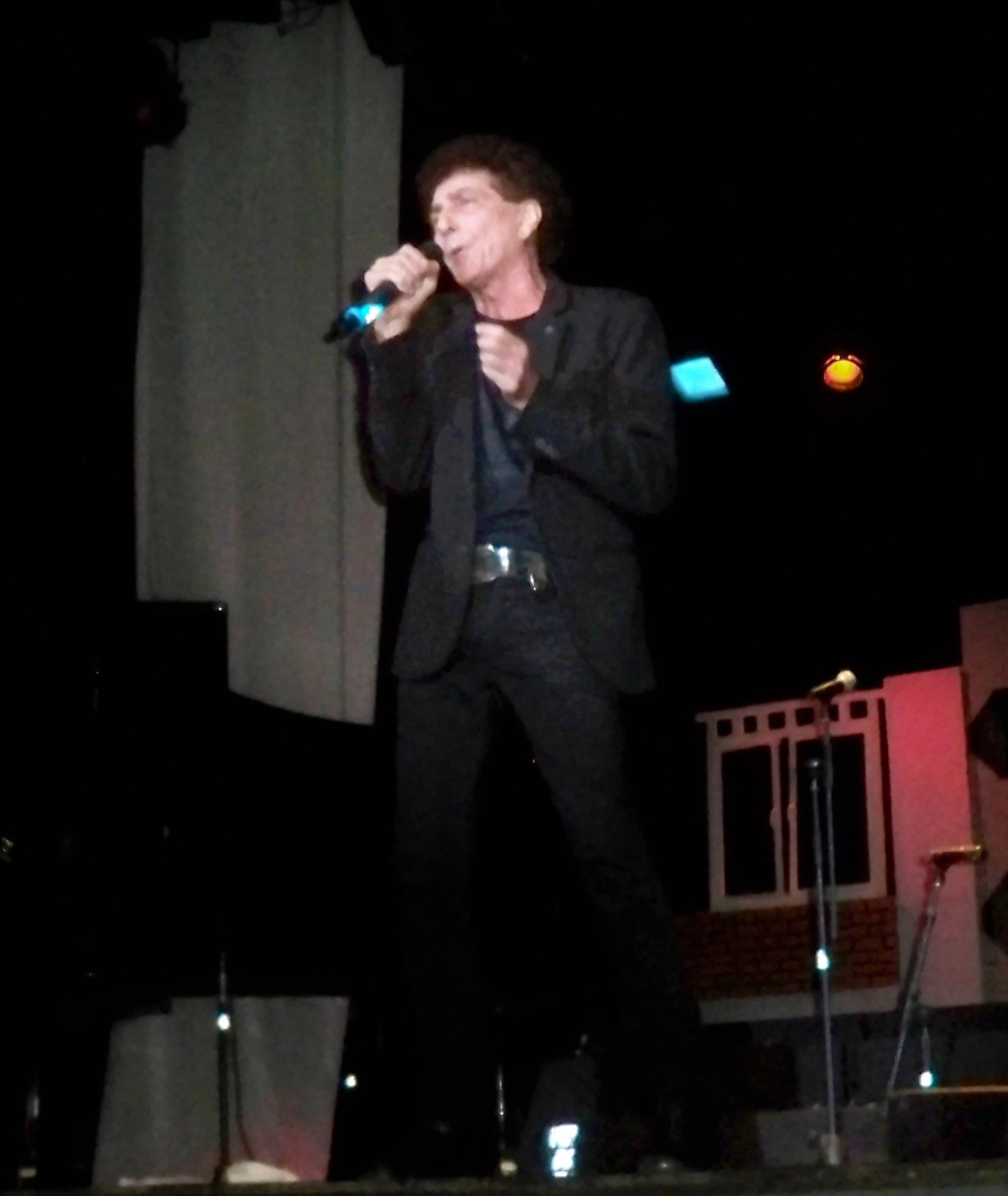
Ахмад Албар на концерті, присвяченому 80-річчя поета Тауфієа Ізмаїла. Джакарта, 5 вересня 2015 р.

- Звання «Кращий вокаліст року» журналу «Актуїл» (1976)
- Переможець конкурсу пісень для юнацтва радіо Prambors FM (пісня «Сажа», 1977)
- П'ять пісень Ахмада Албара «Життя», «Наш дім», «Прокляте пекло», «Життя — це театр» і «Війні» увійшли в 2009 році до списку індонезійської версії американського журналу Rolling Stone кращих індонезійських пісень усіх часів[2].

## Фільмографія
- Генерал Канчиль (1958)
- Амбіція (1973)
- Лейла і Маджнун (реж. Шуманджая, 1976)
- Для тебе, моя Індонезія (реж. Амі Прийоно, 1980)
- Мелодія кохання (1980, виконав п'ять пісень спільно з Елві Сукаесіх)

## Родина
Батько Саєх Альбар, мати Фаріда Алхасні.
З 1978 по 1994 роки був одружений з акторкою Ріною С. Боно, має трьох синів: Фахрі Албар (актор), Оззі Албар та Фаузі Албар (музиканти).